# 快適工房
快適工房 (かいてきこうぼう)とは、グンゼ株式会社が発売する紳士・婦人用のベーシック肌着シリーズの商品名かつ同社インナーウエア商品開発研究所名である。

## 概要
肌着商品としての快適工房シリーズはファッション性よりも実用性を重視したデザインであり、紳士用・婦人用とも発売されている。以前のGQ-1ブランドのリニューアル商品でもあり、締め付けず、汗をよく吸うなど、心地よさと品質の高さをキャッチフレーズとしている。
ターゲットは全世代向けであるものの、実用性重視という事から30歳代以下の若年層には支持率が低く、男女とも主力的な着用者は40～50歳代以上の年配者がほとんどであり、中高年向けインナーという印象が強いのが現状である。快適工房の公式サイトには「大人の下着」という文言が入っている。グンゼではYG（紳士）、BODY WILD（紳士・婦人）などのほか、若年婦人向けにはC-FA、Tuche、SHE'S GUNZEなどのブランドも展開しており、30歳代以下の世代はこちらがメインとなっている。